# Гидо Пела
Гидо Пела (на испански: Guido Pella)  [ˈɡiðo ˈpela] е аржентински тенисист.

## Биография
Гидо Пела е роден на 17 май 1990 г. в Байя Бланка, Аржентина. Баща му Карлос го учи да играе тенис на петгодишна възраст. Сестра му Каталина също е тенисистка, тя се състезава главно в турнири на ITF.
Гидо Пела е сгоден за модела и предприемач Стефани Демнер.

## Кариера
Гидо Пела достига най-високо класиране в ранглистата на сингъл до номер 20, през август 2019 г. През юли 2019 г. достига до номер 55 на двойки.
През септември 2023 г. Пела обявява оттеглянето си от професионалния тенис.

## Кариерна статистика

### ATP финали (1 титли; 5 финала)
|        | П–З | Година | Турнир             | Клас      | Настилка | Опонент              | Резултат           |
| ------ | --- | ------ | ------------------ | --------- | -------- | -------------------- | ------------------ |
| Загуба | 0–1 | 2016   | Рио Оупън          | 500 серии | Клей     | Пабло Куевас         | 4–6, 7–6(7–5), 4–6 |
| Загуба | 0–2 | 2017   | Баварски шампионат | 250 серии | Клей     | Александър Зверев    | 4–6, 3–6           |
| Загуба | 0–3 | 2018   | Хърватия Оупън     | 250 серии | Клей     | Марко Чекинато       | 2–6, 6–7(4–7)      |
| Загуба | 0–4 | 2019   | Кордоба Оупън      | 250 серии | Клей     | Хуан Игнасио Лондеро | 6–3, 5–7, 1–6      |
| Победа | 1–4 | 2019   | Брасил Оупън       | 250 серии | Клей (з) | Кристиан Гарин       | 7–5, 6–3           |